# Den forsvundne fuldmægtig
Den forsvundne fuldmægtig é um filme de drama dinamarquês de 1971 dirigido e escrito por Gert Fredholm, Hans Scherfig e Erik Thygesen. Foi selecionado como representante da Dinamarca à edição do Oscar 1972, organizada pela Academia de Artes e Ciências Cinematográficas.

## Elenco
- Ove Sprogøe - Teodor Amsted
- Bodil Kjer - Mrs. Amsted
- Karl Stegger - Martin Hageholm
- Poul Thomsen - Jens Jensen
- Preben Ravn - Politiassistent Munk
- Hans-Henrik Krause - Politikommisær Skovstrup